# Station Piechowice Dolne
Station Piechowice Dolne is een spoorwegstation in de Poolse plaats Piechowice.